# Cesar Arnouk
Cesar Arnouk (arabisch سيزار عرنوق; * 8. November 2000 in Tripoli) ist ein libanesischer Skirennläufer. Er startet hauptsächlich in den technischen Disziplinen Riesenslalom und Slalom.

## Karriere
Arnouk gab sein internationales Renndebüt am 12. Januar 2017 bei einem FIS-Riesenslalom in Skigebiet Cedars. Sein erstes internationales Großereignis bestritt er zwei Monate später bei den Juniorenweltmeisterschaften in Åre, wo er den 70. Platz im Riesenslalom belegte. Zum Abschluss der Saison 2016/17 wurde Arnouk erstmals libanesischer Meister im Slalom.
2019 nahm Arnouk erstmals an einer Alpinen Skiweltmeisterschaft teil, welche ebenfalls in Åre stattfand. Dort war sein bestes Resultat Rang 72 im Slalom.
Bei den darauffolgenden Weltmeisterschaften 2021 belegte er Rang 33 im Slalom. Ein ähnlich starkes Ergebnis gelang ihm bei seinen ersten Olympischen Winterspielen, ein Jahr später. In Peking platzierte er sich im Slalom auf Platz 38.
Seine bisher letzten internationalen Rennen bestritt Arnouk im Februar 2023 bei den Weltmeisterschaften in Courchevel bzw. Méribel.

## Erfolge

### Olympische Winterspiele
- Peking 2022: 38. Slalom, DNF Riesenslalom

### Weltmeisterschaften
- Åre 2019: 72. Slalom, 93. Riesenslalom
- Cortina d’Ampezzo 2021: 33. Slalom, 69. Riesenslalom
- Courchevel/Méribel 2023: 49. Slalom, DNQ Riesenslalom

### Juniorenweltmeisterschaften
- Åre 2017: 70. Riesenslalom, DNF Slalom
- Davos 2018: 55. Riesenslalom, DNF Slalom

### Weitere Erfolge
- Libanesischer Meister im Slalom (2017 & 2021)
- Libanesischer Meister im Riesenslalom (2022)
- 3 Siege bei FIS-Rennen